# Jorge Del Río (locutor)
Adrián Jorge Omar Del Río  fue un periodista y locutor argentino.

## Carrera
Gran profesional de la radiotelefonía argentina, del Río, fue un pionero de la radio en su país, donde condujo y comunicó decenas de noticias de aquellos años.
Tuvo una larga trayectoria en Radio El Mundo donde trabajó en el programa Estudio jurídico, donde se evaluaban consultas de carácter técnico jurídico, estando a cargo dicho consultorio de Francisco Solano López. Del Río hacía de uno de sus secretarios junto a María Luz Rejas y Juanita Wilson.
Trabajó con referentes como Alberto Ferrara, Jaime Font Saravia y Hortensia Galván.
Fue el primero en animarse a esbozar la propuesta de conformar una Sociedad Argentina de Locutores. Del Río preguntó acerca de formar una entidad que agrupara a los locutores. La propuesta gustó y fue Roberto Galán que fue a pedirle un lugar para reunirse a Julio Korn, que tenía su editorial en un viejo edificio de la calle Corrientes 830 donde publicaba la Revista Antena. La delegación estuvo formada por los también periodistas Jorge Paz, Juan Carlos Thorry y Ferreyra. El día del locutor se festejó por primera vez el 3 de julio de 1943.
En 1948 tuvo que ir a tribunales por ser denunciado por uso ilegítimo del nombre artístico por el distinguido abogado y publicista Jorge Omar del Río.